# Pierre-Antoine Baele
Pierre-Antoine Baele est un paratriathlète français né le 2 janvier 1992 à Lille. Champion de France en 2019 (PTS5), il devient vice-champion du monde de paratriathlon (PTS4) à Abou Dabi en 2022.

## Biographie

### Jeunesse
Né avec une agénésie du pied gauche, Pierre-Antoine Baele déclare avoir trouvé dans le sport une manière de s’accepter pleinement et de s’affirmer avec son handicap
Avant de se consacrer pleinement au triathlon, Pierre-Antoine a pratiqué plusieurs disciplines sportives. Il a débuté par le judo, puis s'est orienté vers le football. En 2012, il découvre l’athlétisme, une discipline qui lui permet de révéler ses qualités d’endurance et de vitesse.
En septembre 2016, Pierre-Antoine abandonne l'athlétisme pour se consacrer à un nouveau sport, le triathlon. Lors d’un stage de détection national en décembre 2016 à Cannes, la rencontre avec Alexis Hanquinquant, athlète amputé multiple médaillé aux championnats internationaux le motive pour devenir sportif de haut niveau.

### Carrière en paratriathlon
En 2017, il participe à sa première manche de coupe du monde à Besançon à la suite de laquelle il intègre la catégorie PTS5.
En 2018, il termine sur la troisième marche du podium aux championnats de France à Gravelines  et se classe 5ᵉ de la coupe du monde de paratriathlon à Lausanne.
En 2022, il obtient dans un premier temps son changement de catégorie en PTS4 et il intègre pour la première fois la sélection nationale. Il empoche deux médailles d’argent, une aux championnats d’Europe de paratriathlon à Olsztyn en Pologne, l’autre aux championnats du monde de paratriathlon à Abou Dabi
Après deux nouveaux podiums aux championnats d'Europe à Madrid et aux championnats du monde 2023 à Pontevedra, Pierre-Antoine Baele peut envisager une qualification aux Jeux Paralympiques 2024 de Paris
En 2024, après une année de préparation très intense, il termine 4e aux Jeux paralympiques de Paris. Il devient ensuite champion de France de paratriathlon et décroche deux médailles de bronze, l'une aux championnats d'Europe à Vichy et l'autre aux championnats du monde en Espagne. 
Souhaitant participer à une une nouvelle paralympiade à Los Angeles en 2028. Il commence un nouveau cycle d'entrainement de quatre ans en décrochant le titre de vice-champion d'Europe à l'ouverture de la saison 2025.

### Vie professionnelle et associative
Pierre-Antoine Baele mène de front ses projets sportifs et professionnels. Depuis février 2021, il travaille comme technicien d’exploitation métro chez Keolis Lille Ilévia, exploitant du réseau de transport en commun Ilévia de la métropole lilloise.
En 2022, Keolis signe avec lui une convention d’insertion professionnelle, lui permettant de bénéficier d’un emploi du temps aménagé, ainsi de consacrer davantage de temps à ses entraînements. Il est également soutenu par ses partenaires Forvis Mazars et EspaceFreelance.
Ambassadeur sportif de la Métropole européenne de Lille, il est aussi très investi sur le plan associatif. Depuis 2019, il s'engage aux côtés de l’association « Lames de joie », qui offre des lames de course aux enfants amputés ou en situation de handicap, afin de favoriser leur accès au sport. En septembre 2020, douze athlètes et paratriathlètes dont Alexis Hanquinquant établissent en 24 heures et pour l’association, un relais qui parcourt une distance de 264,55 km en joëlette, une nouvelle référence mondiale.

## Palmarès en paratriathlon
Le tableau présente les résultats les plus significatifs (podium) obtenus sur le circuit international de paratriathlon.
| Année | Compétition                             | Pays        | Position           | Temps        |
| ----- | --------------------------------------- | ----------- | ------------------ | ------------ |
| 2025  | Championnats d'Europe de Paratriathlon  | France      | Médaille d'argent  | 1h 04min 12s |
| 2024  | Championnats du monde de Paratriathlon  | Espagne     | Médaille de bronze | 1h 02min 19s |
| 2024  | Championnats d'Europe de Paratriathlon  | France      | Médaille de bronze | 58min 44s    |
| 2024  | Championnats de France de Paratriathlon | France      | Médaille d'or      | 54min 42s    |
| 2024  | World Triathlon Para Cup Besançon       | France      | Médaille de bronze | 1h 04min 03s |
| 2024  | World Triathlon Para Series Yokohama    | Japon       | Médaille d'argent  | 58min 54s    |
| 2023  | Championnats du monde de Paratriathlon  | Espagne     | Médaille d'argent  | 59min 30s    |
| 2023  | World Triathlon Para Cup Paris          | France      | Médaille d'argent  | 55min 45s    |
| 2023  | World Triathlon Para Series Swansea     | Royaume-Uni | Médaille d'argent  | 28min 53s    |
| 2023  | World Triathlon Para Cup Besançon       | France      | Médaille d'or      | 1h 06min 26s |
| 2023  | Championnats d'Europe de Paratriathlon  | Espagne     | Médaille de bronze | 58min 53s    |
| 2022  | Championnats du monde de Paratriathlon  | Abou Dabi   | Médaille d'argent  | 1h 02min 32s |
| 2022  | World Triathlon Para Cup Alanya         | Turquie     | Médaille d'argent  | 1h 02min 50s |
| 2022  | Championnats de France de Paratriathlon | France      | Médaille d'argent  | 1h 05min     |
| 2022  | World Triathlon Para Series Swansea     | Royaume-Uni | Médaille d'argent  | 1h 1min 47s  |
| 2022  | World Triathlon Para Cup Besançon       | France      | Médaille d'argent  | 1h 07min 08s |
| 2022  | Championnats d'Europe de Paratriathlon  | Pologne     | Médaille d'argent  | 49min 50s    |
| 2022  | World Triathlon Para Series Yokohama    | Japon       | Médaille d'argent  | 1h 00min 09s |
| 2021  | Championnats de France de Paratriathlon | France      | Médaille d'argent  | 1h 02min 49s |
| 2019  | Championnats de France de Paratriathlon | France      | Médaille d'or      | 1h 07min 14s |
| 2018  | Championnats de France de Paratriahtlon | France      | Médaille de bronze | 1h 07min 14s |